# شركة بي اتش بي
بي إتش بي بيليتونBHP ، المعروف سابقا باسم بي اتش بي بيليتون ، هو تداول لكيان الأنجلو أسترالية متعددة الجنسيات التعدين، المعادن والبترول المزدوج المدرجة في شركة عامة مقرها الرئيسي في Melbourne، Victoria, أستراليا.
تأسست في عام 1885 في مدينة التعدين المعزولة في بروكن هيل في نيو ساوث ويلز ، بحلول عام 2017 ، احتلت بي إتش بي المرتبة الأولى بين أكبر شركة تعدين في العالم، بناءً على القيمة السوقية،  وثالث أكبر شركة في ملبورن من حيث الإيرادات،  التي «تضاعفت ثلاث مرات تقريبًا بين عامي 2004 و 2012».
تأسست في عام 2001 من خلال دمج شركة الشركة الأسترالية بروكن هيل (BHP) و بيليتون الأنجلو هولندي،  لتشكيل شركة مدرجة في القائمة المزدوجة . تملك الشركة المحدودة-المسجلة في أستراليا قائمة أساسية في بورصة الأوراق المالية الأسترالية وتعد واحدة من أكبر الشركات في أستراليا من حيث القيمة السوقية. ذراع المجلس التشريعي البريطاني المسجلة باللغة الإنجليزية لديها قائمة أولية في بورصة لندن وهي مكون من مؤشر فوتسي 100.

الشعار السابق لشركة بروكين هيل الملكية

## بي إتش بي بيليتون

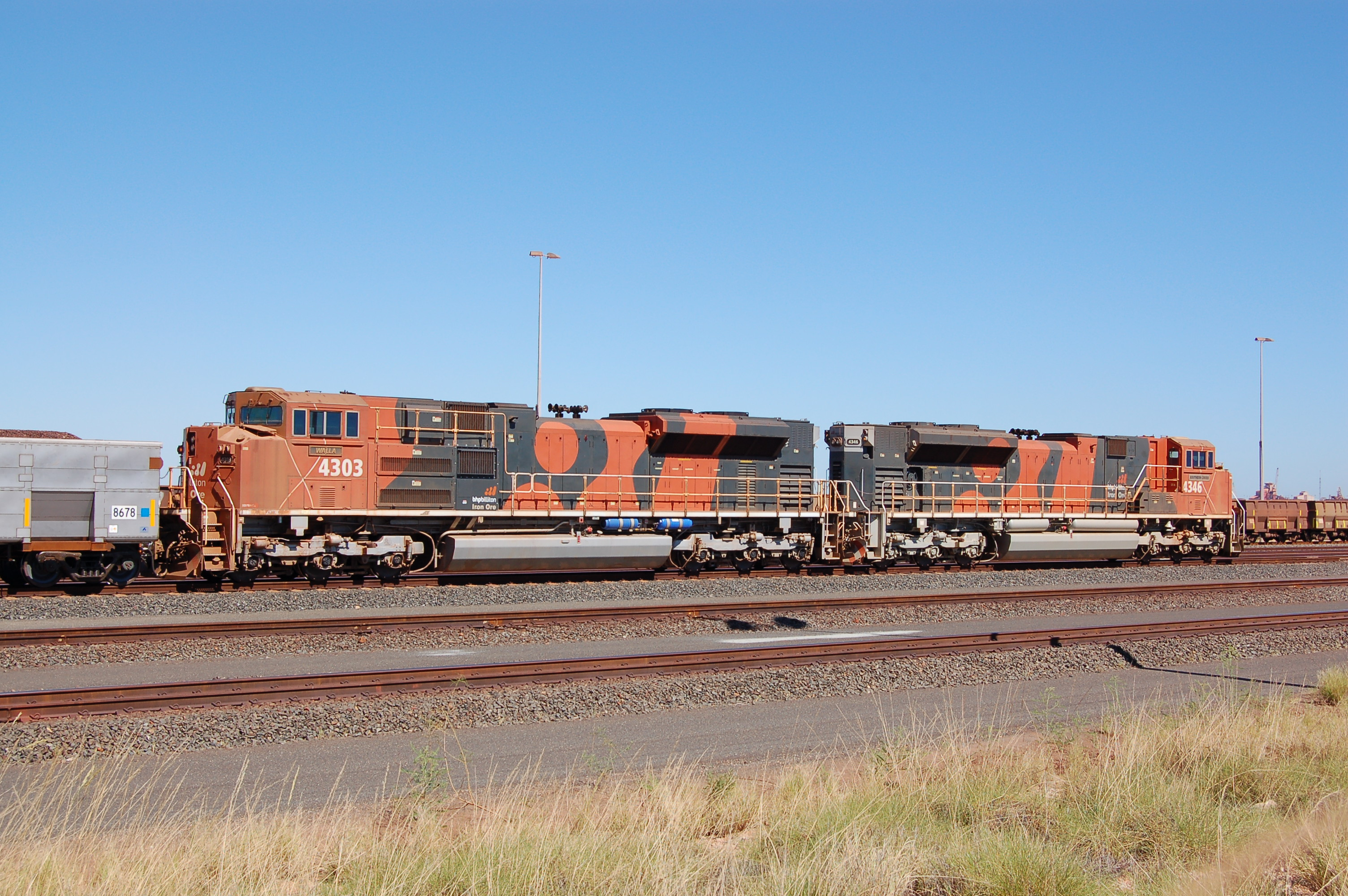
قاطرات الديزل في بي اتش بي بيليتون خام حديد اوفري، في الشركة نيلسون بوينت يارد ، بورت هيلاند ، غرب أستراليا.

## عمليات
تمتلك عمليات تعدين في أستراليا وأمريكا الشمالية وأمريكا الجنوبية، وعمليات بترول في الولايات المتحدة وأستراليا وترينيداد وتوباغو والمملكة المتحدة والجزائر.
تمتلك الشركة أربع وحدات تشغيلية رئيسية، مع تنفيذ مشروع البوتاس التنموي أيضًا:

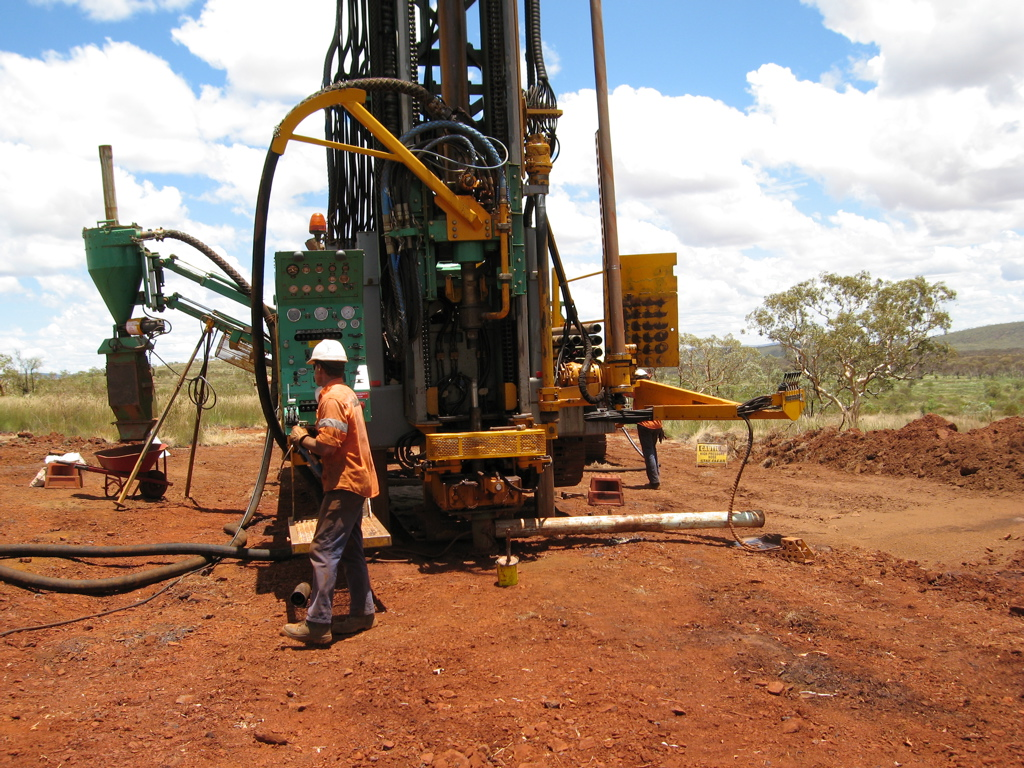
منصة حفر في منجم C ، بالقرب من نيومان ، غرب أستراليا.

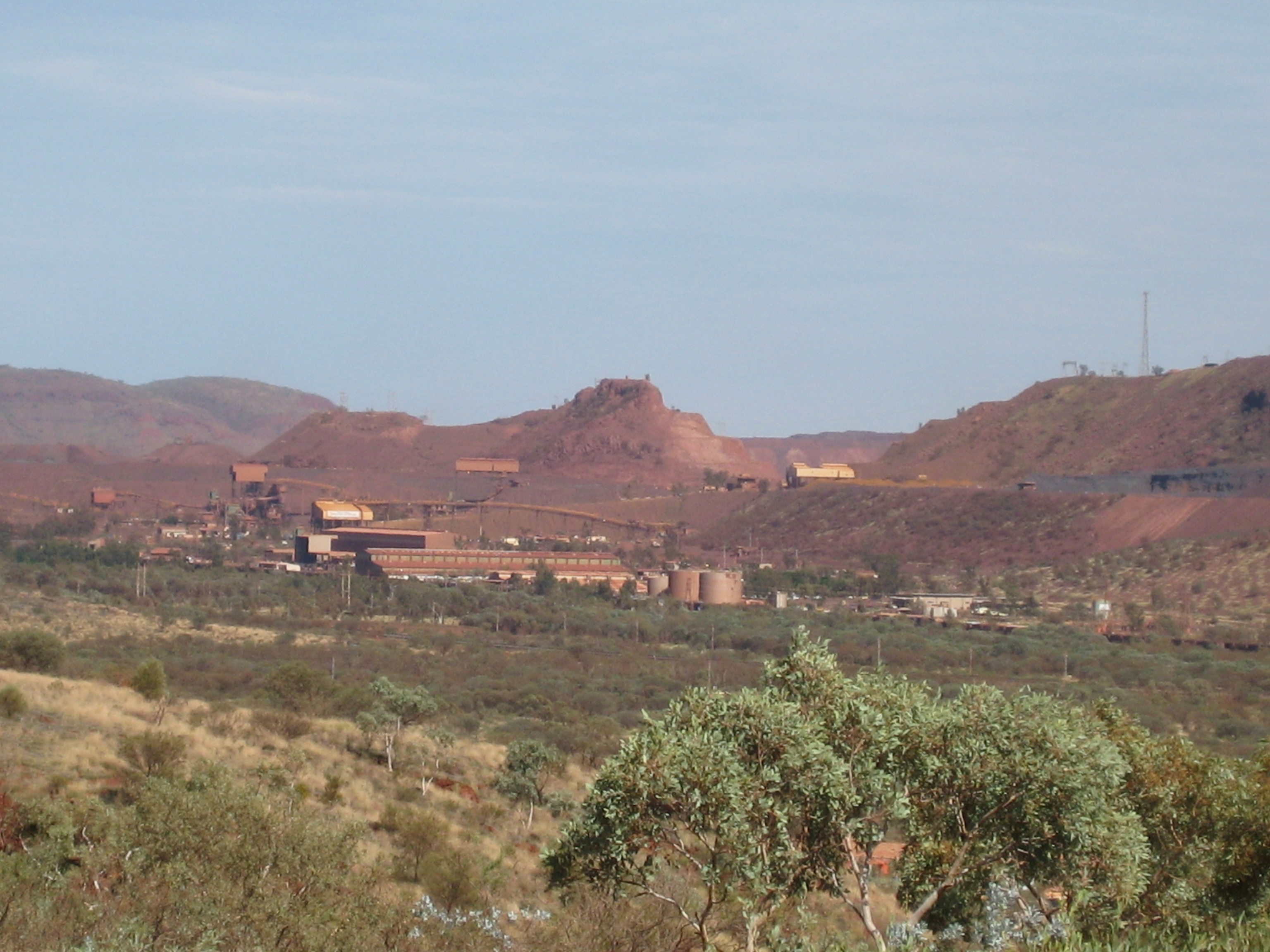
منشأة عملية في منجم جبل ويلباك ، غرب أستراليا.

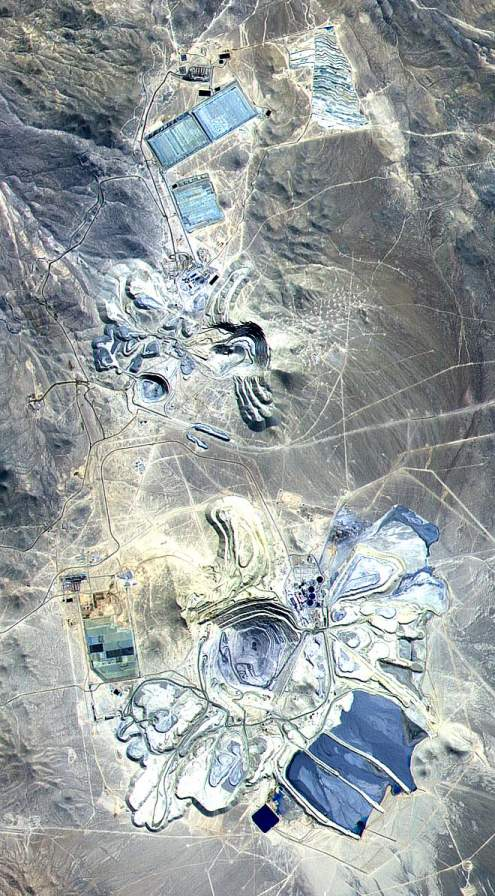
صورة قمر صناعي ملونة لغم اسكونديدا ، تشيلي ، بإذن من ناسا.

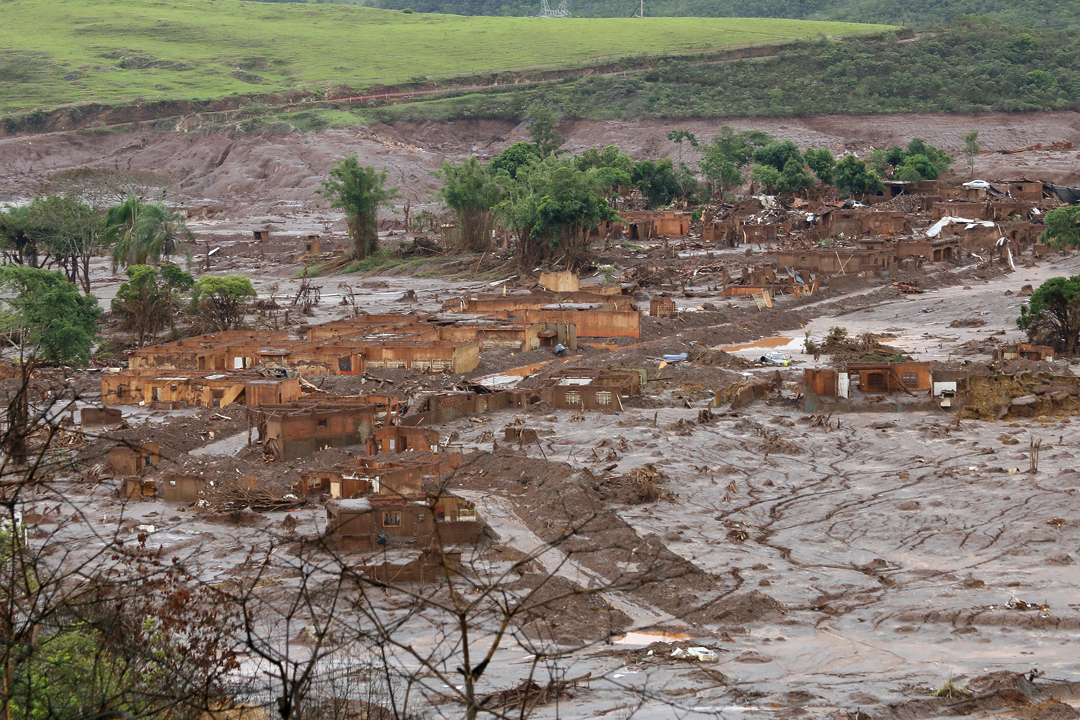
قرية غمرتها المياه في بينتو رودريغز السد الكوارث (2015). وكان السد خاصية سماركو، وهو مشروع مشترك بين الوادي و بي اتش بي بيليتون.

- فحم
- نحاس
- خام الحديد
- البترول

مناجم الشركة هي كما يلي:

## روابط خارجية
- الموقع الرسمي
- بورصة لندن سعر السهم الشركة
- أسعار الأسهم نسخة محفوظة 15 نوفمبر 2017 على موقع واي باك مشين. الأسترالية بي إتش بي بيليتون نسخة محفوظة 15 نوفمبر 2017 على موقع واي باك مشين.
- بي إتش بي بيليتون نسخة محفوظة 25 فبراير 2021 على موقع واي باك مشين. المنتجات والخدمات والمنافسين وتفاصيل الاتصال نسخة محفوظة 25 فبراير 2021 على موقع واي باك مشين.
- أطلس التعدين : بي إتش بي بيليتون